# Energia libera di Helmholtz
L'energia libera di Helmholtz è una funzione di stato utilizzata in termodinamica per rappresentare l'energia libera in una trasformazione isotermocora (a temperatura e volume costanti).

## Definizione
L'energia libera di Helmholtz {\displaystyle A\;} (secondo la convenzione IUPAC, denominata invece {\displaystyle F\;} secondo altre convenzioni usate soprattutto dai fisici) è definita come l'opposto della trasformata di Legendre dell'energia interna {\displaystyle U} rispetto all'entropia {\displaystyle S\;}.
{\displaystyle A(T,V,\mathbf {n} )=-U^{\star }(S,V,\mathbf {n} )=-{\frac {\partial {U}}{\partial {S}}}S+U=U-TS}.
dove {\displaystyle T} è la temperatura. Quest'ultima equivalenza segue dalla definizione di entropia.
L'energia libera di Helmholtz risulta pertanto una grandezza termodinamica estensiva.

## Applicazione alle isotermocore
La disuguaglianza di Clausius impone che:
{\displaystyle \operatorname {\delta } Q\leq T\operatorname {d} S\;}
dove {\displaystyle \operatorname {\delta } Q} è la quantità di calore del sistema, {\displaystyle \operatorname {d} S} la variazione di entropia, e con {\displaystyle T} è indicata la temperatura.
Nel caso in cui la sola forma di lavoro sia quella di pressione-volume (espansione o compressione), si ha che il calore diventa il differenziale esatto {\displaystyle dQ=dU\;}, e quindi la disuguaglianza può anche essere così riscritta:
{\displaystyle \operatorname {d} U-T\operatorname {d} S\leq 0\;}
La relazione si semplifica introducendo l'energia libera di Helmholtz:
{\displaystyle dA\leq 0\;}
Questa relazione indica che nelle trasformazioni isotermocore (a temperatura e volume costanti) l'energia libera di Helmholtz diminuisce per un processo spontaneo (differenziale negativo) mentre è ad un valore costante (differenziale nullo) per un processo reversibile, cioè in condizioni di equilibrio.
In un sistema isolato, l'energia libera non può aumentare: rimane costante solo in caso di trasformazioni reversibili, negli altri casi diminuisce. Più precisamente, una trasformazione è reversibile (stato di equilibrio) se nel passaggio di stato la variazione di energia libera è zero, irreversibile (spontanea) se ad essa corrisponde una diminuzione di energia libera, non spontanea se nel passaggio l'energia libera aumenta (in questo caso è spontanea la trasformazione inversa).
Ciò comporta che i fenomeni che avvengono spontaneamente in natura sono tutti caratterizzati da una diminuzione dell’energia libera del sistema. Questa proprietà spiega ad esempio la formazione della doppia elica di DNA quando questo viene prodotto dalla cellula, o anche il corretto ripiegamento delle proteine quando escono dai ribosomi. 
La doppia elica del DNA o la struttura globulare delle proteine sono esempi di sistemi ordinati la cui forma funzionale sarebbe incomprensibile senza far ricorso al concetto di energia libera e alla sua proprietà di tendere alla diminuzione. 
Ogni sistema fisico ad una certa temperatura T è sottoposto a due pulsioni contrastanti che sono quella di diminuire l’energia interna e di aumentarne l’entropia. Il peso di questi due termini è regolato dalla temperatura: se T è sufficientemente alta, il termine TS sarà preponderante, e il sistema tenderà al disordine. Viceversa, se la temperatura è relativamente bassa, prevarrà il termine U della formula e il sistema sarà perciò guidato nella sua evoluzione verso la diminuzione della sua energia interna.

## Relazione con la funzione di partizione
L'energia libera di Helmholtz, così come le altre variabili termodinamiche, sono correlate alla funzione di partizione canonica:
{\displaystyle A=-k_{B}T\ln Z\ }
dove
- {\displaystyle k_{B}} è la costante di Boltzmann
- {\displaystyle Z} è la funzione di partizione  canonica
- {\displaystyle \beta =1/k_{B}T}